# Москалець Валентин Віталійович
Валентин Віталійович Москалець (нар. 13 травня 1978, с. Дослідне, Носівський, нині Ніжинський район, Чернігівська область) — український науковець-агроном і селекціонер, доктор сільськогосподарських наук (2015).

## Життєпис
Народився в селі Дослідне в сім'ї працівників Носівської селекційно-дослідної станції.
Батько Москалець Віталій Іванович — вчений-агроном, селекціонер, фахівець в області селекції жита, пшениці м'якої озимої і тритикале озимого. Співавтор сортів жита озимого Олімпіада 80, Боротьба, сортів пшениці м'якої озимої Ювівата 60, Носівочка, Придеснянська напівкарликова, Носшпа 100, Володарка Носівщини та ін., тритикале озимого Славетне, ДАУ 5, Мироносець, Вівате Носівське, Ягуар, Августо, Еллада; співавтор ліній пшениці м'якої озимої: Л 59-95, Л 41-95, Л 3-85, КС 14-05, Донзорна 1005, Святдонівка 1007/05, Києвополка 1016, Полезоряна 1021, Флонормира 1017/05, Зороаріївка 1024/05 та ін., ліній тритикале озимого: Чаян, Пшеничне.
Мати Москалець Валентина Миколаївна — старший лаборант лабораторії селекції вівса, співавторка сортів вівса ярого Деснянський і Райдужний, тритикале озимого Мироносець.
Сестра Москалець Інна Віталіївна — вчителька української мови та літератури, поетеса-піснярка.
Впродовж 1985—1995 років Валентин Віталійович навчався в Червонопартизанській загально освітній школі № 3 (нині Досліднянська гімназія Носівської міської ради Чернігівської області).
2001 рік: закінчив Білоцерківський національний аграрний університет (м. Біла Церква Київська область), де здобув кваліфікацію «вчений агроном» зі спеціалізацією «агрономія».
1998—2001 роки: працював на Носівській селекційно-дослідній станції в лабораторії селекції пшениці та тритикале озимих, в лабораторії агротехніки вирощування сільськогосподарських культур.
2001—2004 роки: навчання в аспірантурі Інституту агроекології та біотехнології УААН (Київ).
В 2005 р. захистив кандидатську дисертацію «Агроекологічні аспекти використання мікробіологічних препаратів на посівах сої» на здобуття наукового ступеня кандидата сільськогосподарських наук зі спеціальності 03.00.16 — екологія (науковий керівник: професор Писаренко П. В.).
2005—2006 роки: стипендіат премії Кабінету Міністрів України (КМУ) за досягнення у науці.
В 2007 р. отримав вчене звання старшого наукового співробітника зі спеціальності 03.00.16 — екологія.
Впродовж 2004-2007 років в Інституті агроекології обіймав посади старшого наукового співробітника, завідувача сектору і завідувача лабораторії радіоекологічного моніторингу.
Напрями наукових досліджень під час роботи в Інституті агроекології НААН України: використання мікробних препаратів на посівах сільськогосподарських культур і агроекологічні аспекти вивчення тритикале озимого на радіоактивно забруднених землях Українського Полісся; екологічна селекція пшениці м'якої озимої і тритикале озимого.
2007—2017 роки: науково-педагогічна діяльність у Білоцерківському національному аграрному університеті, де працював на посаді доцента кафедри прикладної екології екологічного факультету та на посаді доцента, далі професора кафедри генетики, селекції і насінництва сільськогосподарських культур агрономічного факультету.
Напрям наукової діяльності під час роботи в Білоцерківському НАУ: екологічна селекція, створення сортів, ліній пшениці м'якої озимої і тритикале озимого, що характеризується високими показниками кількісних і якісних ознак, стійкості до несприятливих біотичних і абіотичних чинників довкілля; агроекологічні аспекти використання мікробних препаратів на посівах тритикале озимого.
В 2014 р. захистив дисертацію «Екосистемні основи формування високопродуктивних фітоценозів тритикале озимого в Лісостепу та Поліссі України» на здобуття наукового ступеня доктора сільськогосподарських наук зі спеціальності 03.00.16 — екологія (науковий консультант, професор Писаренко П. В., місце захисту Дніпропетровський державний аграрно-економічний університет).
з 2017 року і по нині: головний науковий співробітник лабораторії селекції та технології вирощування ягідних культур Інституту садівництва Національної академії аграрних наук України.
Напрями наукової діяльності в Інституті садівництва НААН України: селекція сільськогосподарських культур, малопоширені в культурі плодові і ягідні рослини: помологія, селекція, розсадництво; додаткова спеціалізація: екологічна генетика, агроекологія.
Чоловік Тетяни Москалець — української науковиці в галузі агрономії, селекції, екології, біології рослин, докторки біологічних наук (з 2017), професорки (з 2020).

## Науковий доробок
Москалець В. В. є співавтором низки сортів і ліній м'якої озимої пшениці (Ювівата 60, Придеснянська напівкарликова, Носшпа 100, Носівочка, Володарка Носівщини, Аріївка, Зоряна Носівська, Л 59-05, КС 14-05 та ін.) та тритикале (Славетне, ДАУ 5, Мироносець, Чаян, Пшеничне, Вівате Носівське та ін.), а також сортів обліпихи крушиноподібної (Особлива, Адаптивна, Морквяна, Надійна, Обрій, Абориген та ін) та калини звичайної (Аня, Уляна, Гармонія, Ярославна, Сонетта, Горіхова та ін).
Співавтор унікальної колекції генетичних ресурсів обліпихи крушиноподібної і калини звичайної, зареєстрованої Національним центром генетичних ресурсів рослин України (місце її розміщення Інститут садівництва НААН України).
Член спеціалізованої вченої ради К 27.380.01 із захисту кандидатських дисертацій при Миронівському інституті пшениці ім. В. М. Ремесла НААН України (наказ МОН України від 04.04.2018 року).
Голова разової спеціалізованої вченої ради ДФ 27.375.001 в Інституті садівництва НААН України з проведення захисту дисертації Фільова В. В. «Добір перспективних сортів сливи для створення інтенсивних насаджень в умовах Правобережного Лісостепу України» на здобуття ступеня доктора філософії з галузі знань 20 «Аграрні науки та продовольство» за спеціальністю 203 «Садівництво та виноградарство» (наказ Міністерства освіти і науки України від 19.03.2021 р. № 342).
Голова разової спеціалізованої вченої ради ДФ 26.004.013 в Національному університеті біоресурсів і природокористування України Міністерства освіти і науки України з проведення захисту дисертації Гаврилюка Олександра Сергійовича на тему: «Особливості формування продуктивності колоноподібних сортів яблуні» на здобуття ступеня доктора філософії з галузі знань 20 «Аграрні науки та продовольство» за спеціальністю 203 «Садівництво та виноградарство» (2021 р.).
Науковий керівник/відповідальний виконавець наукових проектів на замовлення МОН України:
«Створення екологоадаптивних генотипів обліпихи крушиноподібної для інтенсивного садівництва», 2018—2019 рр. (ДЗ 47-2018 від 05.10.2018) та «Науково-обґрунтоване використання плодів малопоширених плодово-ягідних культур з метою виготовлення продуктів здорового харчування», 2021 р. (ДЗ/109-20-21 від 28.05.2021 р.).
Член редакційної колегії наукових видань, включених до переліку фахових видань України, зокрема:
- міжвідомчого тематичного наукового збірника «Садівництво» http://sadivnytstvo.kiev.ua/ua/redakcijna_kolegija.html
- наукового рецензованого журналу «Наукові горизонти» https://sciencehorizon.com.ua/uk/editorial-board
- журналу науково-виробничого спрямування «Сільське господарство і лісництво» http://forestry.vsau.org/uk/pages/editorial-board
Член громадської організації «Українське товариство генетиків і селекціонерів ім. М. І. Вавилова», від 2018 року.

## Основні праці
1. Формування продуктивності тритикале з цінними еколого-адаптивними властивостями // Зб. наук. пр. Інституту землеробства УААН. К., 2006. Вип. 1–2 (співавт.);
2. Нові сорти озимого тритикале — перспективні рослини для вирощування на радіаційно забрудненій території // Вісн. Білоцерків. аграр. університету. 2007. Вип. 50 (співавт.);
3. Вплив біологізованої агротехнології вирощування тритикале озимого на елементи структури урожайності зерна // Вісн. Полтав. аграр. академії. 2013. № 2 (співавт.);
4. Triticosecale Wittmack ex. A. Camus: екосистемний підхід дослідження для формування сталих урожаїв. Д., 2014.
5. Moskalets, V., Hulko, B., Matkovska, S., Knyazyuk, O., Polyvanyi, S. 2024. Blackthorn (Prunus spinosa L.): ecological features of promising forms and the value of the nutrient composition of their fruits for the production of functional products. Biologicni Studii, Vol 18, No, 4. 175–19. DOI: http://dx.doi.org/10.30970/sbi.1804.793 (Scopus)
6. Moskalets, T., Moskalets, V., Kratiuk, O., Vlasiuk, V., Klymchuk, O. 2024. Ecological and biological features of the selected forms of checker tree for successful targeted introduction and reintroduction into the ecological network of Ukraine. Ukrainian Journal of Forest and Wood Science, Vol. 15, No. 1. Р. 89–108. https://doi.org/10.31548/forest/1.2024.89 (Scopus)
7. Синекологічні аспекти формування високопродуктивних фітоценозів зернових і зернобобових культур [Текст]: (монографія) / Москалець Т. З. [та ін.] ; Білоцерк. нац. аграр. ун-т, Полтав. держ. аграр. акад. — Херсон: Грінь Д. С. [вид.], 2014. — 512 с. : рис., табл. — Бібліогр. в кінці розд. — 300 прим. — ISBN 978-617-7123-67-4
8. Методологічні аспекти оцінювання генотипів обліпихи крушиноподібної за еколого-адаптивними показниками для пріоритетних напрямів селекції [Текст]: монографія / І. В. Гриник, В. В. Москалець, Т. З. Москалець ; Нац. акад. аграр. наук України, Ін-т садівництва. — Київ: Аграрна наука, 2020. — 175 с. — Бібліогр.: с. 160—165. ISBN 978-966-540-493-4
9. Біоекологічні особливості шкідників-фітофагів в агроценозах обліпихи крушиноподібної та науково-обґрунтовані способи їх контролю [Текст]: [колект.] монографія / В. В. Москалець [та ін.] ; Нац. акад. аграр. наук України, Ін-т садівництва, Селекц.-технол. від., Лаб. селекції та технології вирощування ягід. культур, Сектор захисту рослин. — Київ: Центр учбової літітератури, 2021. — 191 с. : рис., табл. — Бібліогр.: с. 169—183. ISBN 978-611-01-2076-0
10. Селекційно-технологічні аспекти науково-обгрунтованого підбору окремих видів і сортів малопоширених плодових і ягідних культур для перспективних напрямів плодівництва та цільове використання їх плодів у контексті здорового харчування / В. В. Москалець, І. В. Гриник, Т. 3. Москалець, О. М Литовченко, Л. М. Шевчук, В. С. Францішко, В. В. Любич, А. Г. Вовкогон, О. Б. Лісовий, І. Й. Матлай, Я. Ю. Терещенко, А. В. Кузнецов; За загальною редакцією В. В. Москальця. Київ: ТОВ «Центр учбової літератури», 2022. 300 с. ISBN 978-611-01-2409
11. Екологічні аспекти прояву, біологічні ознаки та властивості автохтонних і адвентивних патокомплексів й шкідників представників роду Viburnum L. [Текст]: монографія / В. В. Москалець [та ін.] ; Нац. акад. аграр. наук України, Ін-т садівництва, Лаб. селекції та технології вирощування ягід. культур. — Київ: Центр учбової літератури, 2023. — 203 с. : рис. — Бібліогр.: с. 161—185. ISBN 978-611-01-2818
12. Селекція пшениці м'якої і тритикале озимих на Носівській селекційно-дослідній станції: методичні аспекти наукової роботи та вагомі здобутки [Текст]: монографія / [В. І. Москалець, Т. З. Москалець, О. І. Буняк; ред.: В. В. Москалець] ; [Миронів. ін-т пшениці ім. В. М. Ремесла НААН України]. — Ніжин: Лисенко М. М. [вид.], 2023. — 431 с. : іл., рис., табл. — Бібліогр.: с. 380—396. ISBN 978-617-640-595-5
13. Методологічні аспекти формування і ведення колекції генетичних ресурсів калини в умовах ex situ для подальшої селекції [Текст]: монографія / Т. З. Москалець [та ін.] ; [за ред. Т. З. Москалець] ; Нац. акад. аграр. наук України, Ін-т садівництва, Селекц.-технол. від., Лаб. селекції та технології вирощування ягід. культур. — Київ: Центр учбової літератури, 2024. — 335 с. : кольор. іл., табл. — Бібліогр.: с. 270—279. ISBN 978-611-01-3005
14. Обліпиха крушиноподібна: селекційно-технологічний та споживчий pecypc у сучасному плодівництві України: моногр. / В. В. Москалець, Т.3. Москалець, І. В. Гриник, О. М. Литовченко, А. Г. Вовкогон; за заг. ред. В. В. Москальця. Київ: Центр учбової літератури, 2020. 304 с.
15. Селекційно-технологічні основи вирощування обліпихи крушиноподібної в умовах Лісостепу й Полісся: моногр./І. В. Гриник, В. В. Москалець, Т. З. Москалець, Ю. М. Барат, В. М. Пелехатий, Н. П. Пелехата, О. Б. Овезмирадова, В. В. Любич. Київ: Центр учбової літератури, 2019. 192 с.
16. Москалець В. В., Москалець Т. З., Князюк О. В., Голунова Л. А. Загальна екологія. Вінниця: ТОВ «Нілан-ЛТД», 2015. 160 с.